# Demirciköy, Sarıyer
Demirci là một xã thuộc huyện Sarıyer, tỉnh Istanbul, Thổ Nhĩ Kỳ. Dân số thời điểm năm 2010 là 1.083 người.